# Eiji Takada
Eiji Takada (高田 栄二 Takada Eiji?), född 21 oktober 1974 i Okinawa prefektur, är en japansk före detta fotbollsspelare.
Takada började sin karriär 1997 i Kawasaki Frontale. Efter Kawasaki Frontale spelade han för Japan Soccer College. Han avslutade karriären 2005.